# معصوم‌آباد (زیرکوه)
معصوم آباد روستایی در دهستان پترگان بخش مرکزی شهرستان زیرکوه استان خراسان جنوبی ایران است. بر پایه سرشماری عمومی نفوس و مسکن در سال ۱۳۹۰ جمعیت این روستا ۱۶۲ نفر (در ۳۹ خانوار) بوده است.